# Grand Prix de Zurich 1991
La 76e édition du Championnat de Zurich a lieu le 18 août 1991. Remportée par le Belge Johan Museeuw, de l'équipe Lotto-Super Club, elle est la huitième épreuve de la Coupe du monde.

## Classement final
| Pos. | Cycliste            | Équipe                 | Temps           |
| ---- | ------------------- | ---------------------- | --------------- |
| 1    | Johan Museeuw       | Lotto-Super Club       | 6 h 28 min 13 s |
| 2    | Laurent Jalabert    | Toshiba                | m.t.            |
| 3    | Maximilian Sciandri | Carrera-Vagabond       | m.t.            |
| 4    | Maurizio Fondriest  | Panasonic-Sportlife    | m.t.            |
| 5    | Edwig Van Hooydonck | Buckler                | m.t.            |
| 6    | Andreï Tchmil       | SEFB-Saxon-Gan         | m.t.            |
| 7    | Phil Anderson       | Motorola               | m.t.            |
| 8    | Falk Boden          | PDM-Concorde-Ultima    | m.t.            |
| 9    | Luc Roosen          | Tulip Computers        | m.t.            |
| 10   | Dirk De Wolf        | Tonton Tapis-GB-Corona | m.t.            |